# Hypostominae
Hypostominae é uma subfamília de bagres (ordem Siluriformes) da família Loricariidae. A maioria dos membros da subfamília está restrita à América do Sul tropical e subtropical, mas também existem várias espécies (nos gêneros Ancistrus, Chaetostoma, Lasiancistrus, Leptoancistrus e Hemiancistrus) no sul da América Central. Hypostomus plecostomus, que é popular no comércio de aquários, foi introduzido em várias regiões distantes de sua área de distribuição nativa.
Estudos realizados com representantes de alguns gêneros de Hypostominae mostraram, dentro desse grupo, o número diplóide varia de 2n = 52 a 2n = 80. No entanto, a suposta ampla diversidade cariotípica que a família Loricariidae ou a subfamília Hypostominae apresentaria é quase exclusivamente restrita ao gênero Hypostomus, e as espécies dos outros gêneros tiveram um número diplóide conservado.

## Taxonomia

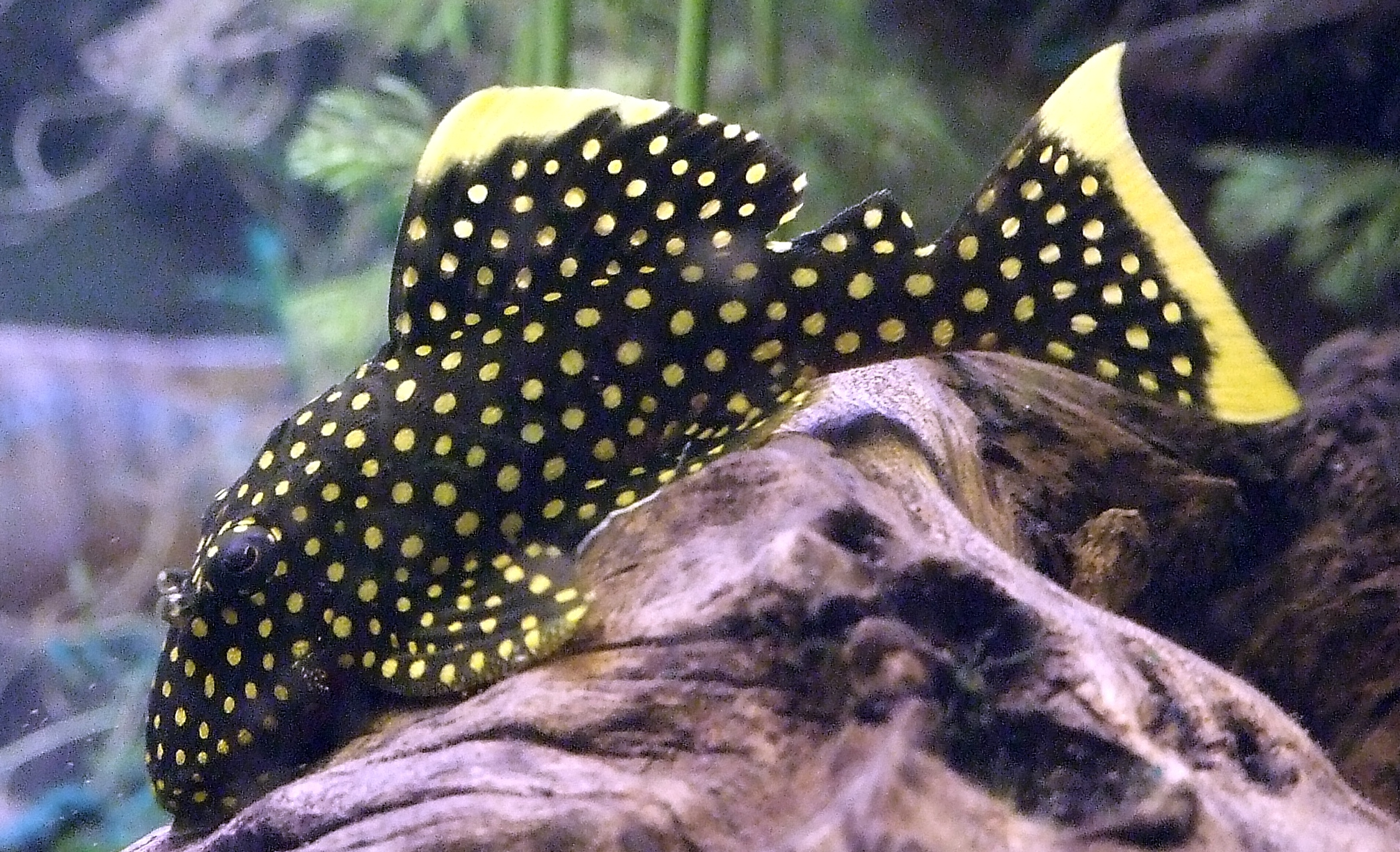
Baryancistrus xanthellus

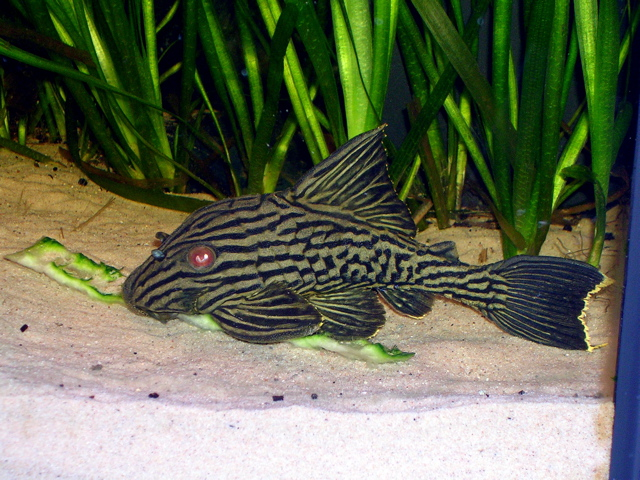
Panaque nigrolineatus

- Ancistrini (às vezes considerada uma subfamília separada como Ancistrinae)
  - Acanthicus
  - Ancistrus
  - Araichthys[2]
  - Baryancistrus
  - Chaetostoma
  - Cordylancistrus
  - Corymbophanes
  - Dekeyseria
  - Dolichancistrus
  - Exastilithoxus
  - Hemiancistrus
  - Hopliancistrus
  - Hypancistrus
  - Lasiancistrus
  - Leporacanthicus
  - Lithoxus
  - Megalancistrus
  - Neblinichthys
  - Panaque
  - Parancistrus
  - Pseudacanthicus
  - Pseudancistrus
  - Pseudolithoxus
  - Spectracanthicus
  - Yaluwak
- Hypostomini
  - Aphanotorulus
  - Hypostomus
  - Isorineloricaria
- Pterygoplichthyini
  - Pterygoplichthys
- Rhinelepini
  - Pogonopoma
  - Pseudorinelepis
  - Rhinelepis
- Incertae sedis
  - Leptoancistrus (provavelmente Ancistrini)
  - Peckoltia (provavelmente Ancistrini)